# 1984年ロサンゼルスオリンピックのオーストラリア選手団
1984年ロサンゼルスオリンピックのオーストラリア選手団（1984ねんロサンゼルスオリンピックのオーストラリアせんしゅだん）は、1984年7月28日から8月12日にかけてアメリカ合衆国のロサンゼルスで開催された1984年ロサンゼルスオリンピックのオーストラリア選手団、およびその競技結果。

## 概要
今大会は金メダル4個、銀メダル8個、銅メダル12個の合計24個のメダルを獲得した。

## メダル
| メダル | 選手名                                                                          | 競技 | 種目                     |
| ------ | ------------------------------------------------------------------------------- | ---- | ------------------------ |
| 金     | グリニス・ヌン                                                                  | 陸上 | 女子七種競技             |
| 金     | ジョン・シーベン                                                                | 競泳 | 男子200mバタフライ       |
| 銀     | ゲーリー・ハニー                                                                | 陸上 | 男子走幅跳               |
| 銀     | マーク・ストックウェル                                                          | 競泳 | 男子100m自由形           |
| 銀     | グレン・ベリンゲン                                                              | 競泳 | 男子200m平泳ぎ           |
| 銀     | グレッグ・ファサラ ニール・ブルックス マイケル・デラニー マーク・ストックウェル | 競泳 | 男子4×100m自由形リレー   |
| 銀     | カレン・フィリップス                                                            | 競泳 | 女子200mバタフライ       |
| 銀     | スザンヌ・ランデルス                                                            | 競泳 | 女子400m個人メドレー     |
| 銅     | ゲール・マーチン                                                                | 陸上 | 女子砲丸投               |
| 銅     | ジャスティン・レンベルク                                                        | 競泳 | 男子400m自由形           |
| 銅     | ピーター・エバンス                                                              | 競泳 | 男子100m平泳ぎ           |
| 銅     | グレン・ブキャナン                                                              | 競泳 | 男子100mバタフライ       |
| 銅     | ロブ・ウッドハウス                                                              | 競泳 | 男子400m個人メドレー     |
| 銅     | マーク・ケリー ピーター・エバンズ グレン・ブキャナン マーク・ストックウェル     | 競泳 | 男子4×100mメドレーリレー |
| 銅     | ミシェル・ピアソン                                                              | 競泳 | 女子200m個人メドレー     |